# Phaya Klang
El Phaya Klang (en tailandés: ลำพญากลาง, RTGS: Lam Phaya Klang, Pronunciación thai:  pʰajaː klaːŋ) es un río de Tailandia. Es un afluente del río Pa Sak, parte de la cuenca hidrográfica del río Chao Phraya.